# 김동진 (1938년)
김동진(金東鎭, 1938년 10월 10일 ~ )은 대한민국의 군인 겸 정치인, 관료, 정무직공무원이다.

## 생애

### 출생과 아호, 그리고 본관
본관(관향)은 광산(光山)이며 일제 강점기 경성부(지금의 대한민국 서울)에서 출생하였고 아호(雅號)는 문향(聞香, 門鄕)이다.

### 전투 참전 전력
그는 1966년부터 1967년까지 베트남 전쟁에 1년간 참전하였다.

### 주요 경력
- 1979년 육군 제20사단 예하 제61연대장.
- 1980년 육군 제20사단 예하 제61연대장 재직 시에 육군 준장 진급.
- 1981년 한미연합사령부 전력기획처 처장.
- 1981년 합동참모총장 비서실 실장.
- 1982년 국방부 장관 보좌관.
- 1985년 육군 제1사단장 보임과 동시에 육군 소장 진급.
- 1987년 국방부 정책기획실 정책기획관.
- 1989년 육군 제5군단장 보임과 동시에 육군 중장 진급.
- 1991년 국방부 정책실 실장.
- 1991년 한미연합사령부 부사령관 보임과 동시에 육군 대장 진급.
- 1992년 합동참모본부 지상구성군사령부 사령관.
- 1993년 제30대 육군참모총장(1994년 합동참모총장 이임).
- 1994년 제26대 합동참모총장(1996년 퇴임).
- 1996년 대한민국 육군 대장 예편.
- 1996년 제33대 국방부 장관.
- 1998년 국방부 장관 직위 퇴임.
- 1999년 한경대학교 행정학과 초빙교수(1999년 2월).
- 1999년 한경대학교 행정학과 초빙교수 직위 퇴임(1999년 8월).
- 2000년 자유민주연합 특임위원(2000년 12월).
- 2001년 자유민주연합 특임위원 직위 퇴임(2001년 7월).